# Domérat
Domérat är en kommun i departementet Allier i regionen Auvergne-Rhône-Alpes i de centrala delarna av Frankrike. Kommunen ligger  i kantonen Domérat-Montluçon-Nord-Ouest som ligger i arrondissementet Montluçon. År 2022 hade Domérat 8 665 invånare.

## Befolkningsutveckling
Antalet invånare i kommunen Domérat
Referens: INSEE